# Bosan-dong
Bosan-dong (koreanska: 보산동) är en stadsdel i staden Dongducheon i provinsen Gyeonggi i den norra delen av Sydkorea, 40 km norr om huvudstaden Seoul.